# Batalha de Kiev (1941)
A Batalha de Kiev foi a operação que resultou em um grande cerco de tropas soviéticas nos arredores de Kiev, durante a Segunda Guerra Mundial. É considerado o maior cerco de tropas na história. A operação decorreu entre 7 de agosto a 26 de setembro de 1941, como parte da Operação Barbarossa. Na história militar soviética é referida como a Operação Defensiva de Kiev (em russo:  Киевская оборонительная операция), com datas um pouco diferentes, 7 de julho a 26 de setembro de 1941.
Quase toda a Frente Sudoeste do Exército Vermelho foi cercado pelos alemães reivindicando 665.000 capturados. No entanto, o cerco de Kiev não estava completo, e pequenos grupos de tropas do Exército Vermelho conseguiu escapar após os alemães se reunirem a leste da cidade no QG do marechal Semyon Budyonny, marechal Semyon Timoshenko e o comissário Nikita Khrushchev. O comandante da frete sudoeste Mikhail Kirponos estava preso atrás das linhas inimigas e foi morto tentando atravessar. A batalha de Kiev foi uma derrota sem precedentes do Exército Vermelho, superando até mesmo a batalha de Minsk de junho a julho de 1941. Em 1 de setembro, a Frente Sudoeste com números de 752-760.000 (850.000 incluindo reservas), 3.923 canhões e morteiros, 114 tanques e 167 aviões de combate.
O cerco tinha 452.700 soldados, 2.642 canhões e morteiros e 64 tanques, dos quais quase 15.000 escaparam do cerco até 2 de outubro. No geral, a Frente Sudoeste sofreu 700.544 baixas, incluindo 616.304 mortos, capturados ou desaparecidos durante a batalha que durou um mês em Kiev. Como resultado, cinco exércitos soviéticos de campo (5°, 21°, 26°, 37°, e o 38°) que consistiram em 43 divisões praticamente deixaram de existir. O 40º Exército também foi gravemente afetado. Como a Frente Ocidental, antes disso, a Frente Sudoeste teve que ser recriada quase a partir do zero.

## Prelúdio

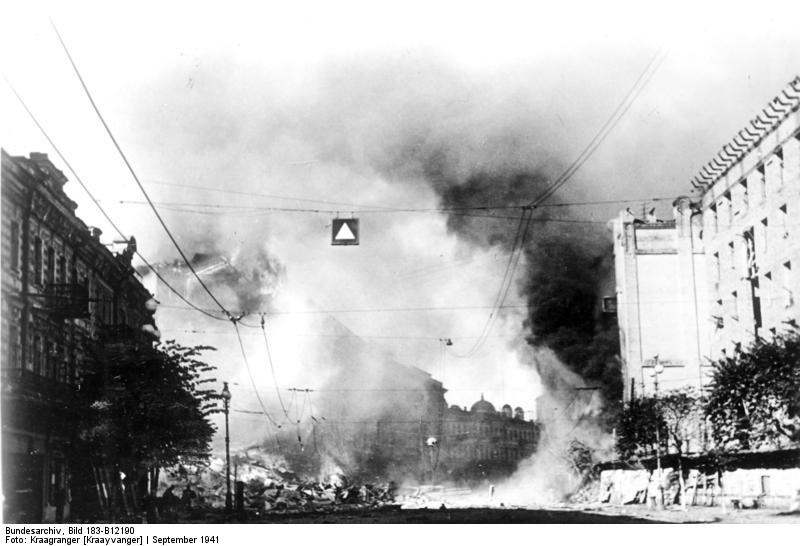
Bombardeio do centro de Kiev por aviões alemães, em 1941.

Após o rápido progresso do Grupo de Exércitos Centro através do setor central da Frente Oriental, havia uma enorme colina em torno da junção com o Grupo de Exércitos Sul no final de julho de 1941. A força substancial soviética, quase toda na Frente Sudoeste, posicionada e em torno de Kiev estava localizada na colina. A falta de mobilidade motorizada devido às perdas elevadas em tanques na batalha de Uman, eles ainda representam uma ameaça significativa para o avanço alemão e foram a maior concentração única de tropas soviéticas na Frente Oriental na época.
Em 3 de agosto, Hitler cancelou temporariamente o avanço a Moscou, em favor do avanço para o sul e atacar Kiev, na Ucrânia. No entanto em 12 de agosto de 1941, um plano estratégico emitido pelo próprio Adolf Hitler, que estava convencido de que a estratégia correta era limpar a colina ocupada por forças soviéticas no flanco direito do Grupo de Exércitos Centro nos arredores de Kiev antes de retomar o avanço para Moscou, e Franz Halder, Fedor von Bock e Heinz Guderian, defendiam um avanço para Moscou, o mais rápido possível. O plano exigida os 2º e 3º Grupos Panzer do Grupo de Exércitos Centro, que foram a redistribuídos, a fim de ajudar o Grupo de Exércitos Norte e o Grupo de Exércitos Sul, que respectivamente, sejam devolvidos ao Grupo de Exércitos Centro, em conjunto com o 4º Grupo Panzer do Grupo de Exércitos Norte, uma vez que seus objetivos foram alcançados. Em seguida, os três Grupos Panzer, sob o controle do Grupo de Exércitos Centro, lideraram o avanço sobre Moscou. Inicialmente, Halder, chefe geral do Estado-Maior do OKH e Bock, comandante do Grupo de Exércitos Centro, ficaram satisfeitos com o plano, mas logo seu otimismo desapareceu quando as realidades operacionais do plano provaram ser muito desafiadoras.
Em 18 de agosto, a OKH apresentou um levantamento estratégico (Denkschrift) para Hitler em relação à continuação das operações no Leste. O levantamento apresentou o argumento do avanço à Moscou, afirmando mais uma vez que grupos dos Exércitos Norte e do Sul eram fortes o suficiente para alcançar seus objetivos, sem qualquer assistência do Grupo de Exércitos Centro. Lembrando que só havia tempo suficiente antes do inverno para realizar uma única operação decisiva contra Moscou.
Em 20 de agosto, Hitler rejeitou a proposta baseada na ideia de que o objetivo mais importante era privar os soviéticos de suas áreas industriais. Em 21 de agosto Alfred Jodl do OKW emitiu uma diretiva, que resumiu as instruções de Hitler, à Walther von Brauchitsch comandante do Exército. O documento reitera que a captura de Moscou, antes do início do inverno não era um objetivo primordial. Em vez disso, as missões mais importantes antes do início do inverno foram para aproveitar a Crimeia, e da região industrial e do carvão de Don; isolar as regiões produtoras de petróleo do Cáucaso do resto da União Soviética e, no norte, cercar Leningrado e ligar comunicações com os finlandeses. Entre outras instruções, também instruiu que o Grupo de Exércitos Centro a destinar forças suficientes para garantir a destruição do "5º Exército Russo" e, ao mesmo tempo, se preparar para repelir contra-ataques inimigos no setor central da frente. Hitler se referiu às forças soviéticas na colina coletivamente como o "5º Exército Russo". Franz Halder estava consternado, e mais tarde descreveu o plano de Hitler como "uma utópica inaceitável", concluindo que as ordens eram contraditórias e só Hitler deve arcar com a responsabilidade por inconsistência de suas ordens e que o OKH já não pode assumir a responsabilidade pelo que estava ocorrendo; no entanto, as instruções de Hitler ainda refletiam com precisão a intenção original da diretiva Barbarossa da qual a OKH estava consciente o tempo todo. Gerhard Engel em seu diário no dia 21 de agosto de 1941, simplesmente resumiu como, "foi um dia negro para o Exército". Franz Halder ofereceu sua renúncia e aconselhou Walther von Brauchitsch a fazer o mesmo. No entanto, Brauchitsch recusou, afirmando que Hitler não aceitaria o gesto, e nada iria mudar de qualquer maneira. Halder então retirou sua oferta de renúncia.
Em 23 de agosto, Halder se reuniu com Fedor von Bock e Heinz Guderian em Borisov (na Bielorrússia), e depois viajou com Guderian ao QG de Hitler na Prússia Oriental. Durante uma reunião entre Guderian e Hitler, mas Halder e Brauchitsch não participaram, Hitler permitiu que Guderian fizesse o avanço para Moscou, e depois rejeitou seu argumento. Hitler afirmou que sua decisão de proteger os setores norte e sul do oeste da União Soviética eram "tarefas que despojados do problema de Moscou de muito do seu significado" e "não era uma nova proposta, mas um fato que eu tenho a forma clara e inequívoca declarada desde o início da operação". Hitler também argumentou que a situação era ainda mais crítica, pois a oportunidade de cercar as forças soviéticas na colina era "uma oportunidade inesperada e um alívio dos fracassos no passado de cercar os exércitos soviéticos, no sul". Hitler também declarou, "as objeções que o tempo vai ser perdido e a ofensiva em Moscou poderia ter sido feita tarde demais, ou que as unidades blindadas poderiam já não ser tecnicamente capazes de cumprir a sua missão, não são válidos". Hitler reiterou que uma vez que os flancos do Grupo de Exércitos Centro foram limpos, especialmente na colina no sul, então ele iria permitir que o exército retomasse o avanço em Moscou; uma ofensiva, concluiu ele, que "não deve falhar.". Na verdade Hitler já havia emitido as ordens para a mudança do Grupo Panzer de Guderian para o sul. Guderian retornou ao seu Grupo Panzer e começou o avanço para o sul, em um esforço para cercar as forças soviéticas na colina.
A maior parte do 2º Grupo Panzer e o 2º Exército foram destacados a partir do Grupo de Exércitos Centro e enviados para o sul. Sua missão era cercar a Frente Sudoeste, comandada por Semyon Budyonny, em conjunto com o 1º Grupo Panzer do Grupo de Exércitos Sul, sob Ewald von Kleist, que estava avançando a partir da direção sudeste.

## Batalha

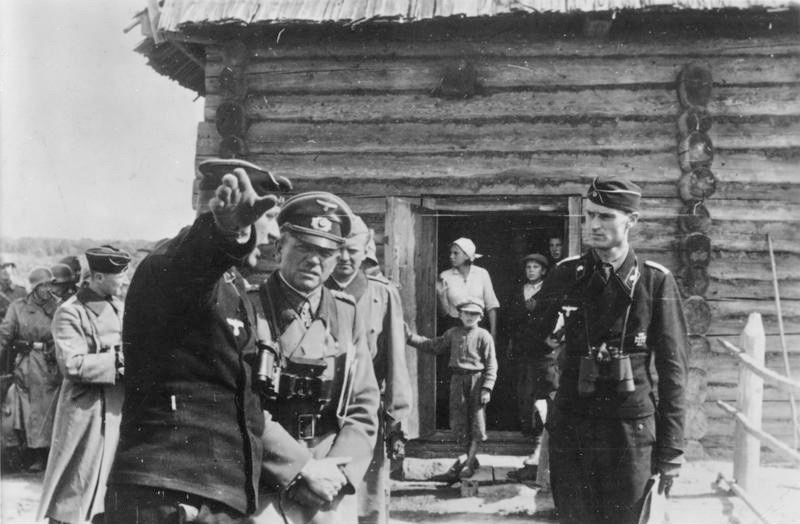
Guderian em um posto de comando avançado de um dos seus regimentos Panzer perto de Kiev em 1941.

Os exércitos Panzer tiveram um rápido progresso. Em 12 de setembro, 1º Grupo Panzer de Kleist, que estava avançando pelo norte virou e atravessou o rio Dnieper, emergiu em Tcherkássi e Kremenchuk. Continuando para o norte, atravessaram a retaguarda da Frente Sudoeste de Budyonny. Em 16 de setembro, ele fez contato com 2º Grupo Panzer de Guderian avançando para o sul, na cidade de Lokhvytsia, a 193 km de Kiev. Budyonny foi preso e depois dispensado por ordem de Josef Stalin em 13 de setembro. Nenhum sucessor foi nomeado, deixando as tropas, e os comandantes de divisões divididos.
Depois disso, o destino dos exércitos soviéticos cercados foi selado. Sem forças motorizadas ou comandante, não havia possibilidade de efetuar uma defesa. Em seguida chegou a infantaria do 17º Exército alemão e o 6º Exército do Grupo de Exércitos Sul, juntamente com 2º Exército (também por empréstimo do Grupo de Exércitos Centro e marchando atrás dos tanques de Guderian). Os exércitos soviéticos cercados em Kiev não desistiram facilmente. Uma batalha feroz em que os soviéticos foram bombardeados pela artilharia, tanques. Em 19 de setembro Kiev tinha caído, mas a batalha continuou. Após 10 dias de intensos combates, os últimos soldados remanescentes no leste de Kiev se renderam em 26 de setembro. Os alemães reivindicaram 600.000 soldados capturados do Exército Vermelho, embora estas reivindicações incluíram um grande número de civis. Hitler chamou-lhe a maior batalha da história.

## Consequências

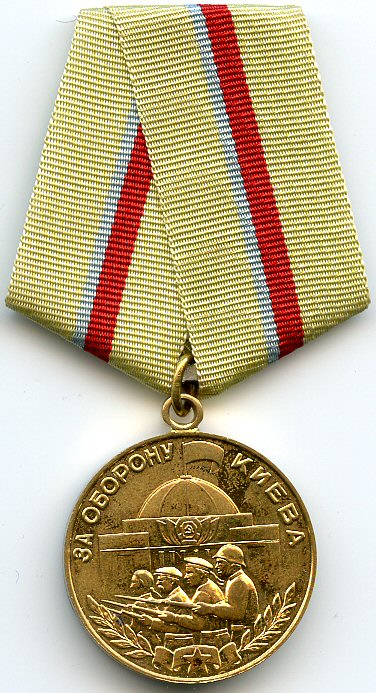
107.540 soviéticos foram agraciados com a medalha da defesa de Kiev de 21 de junho de 1941.

Em virtude de Guderian e seu avançou para o sul, a Wehrmacht destruiu toda a Frente Sudoeste no leste de Kiev em setembro, infligindo baixas que chegam a 600.000 no Exército Vermelho, enquanto as forças soviéticas a oeste de Moscou realizaram um ofensiva inútil e dispendiosa contra os alemães do Grupo Exércitos Centro perto de Smolensk. Estas operações, tais como a Ofensiva de Yelnya, foram realizadas sobre um terreno muito ruim contra os defensores dos pontos fortes fortificados, e quase todas essas contra-ofensivas terminaram em desastre para o Exército Vermelho. Como resultado dessas ofensivas fracassadas, formações de defesa do Exército Vermelho em Moscou foram seriamente enfraquecidas. Com o seu flanco sul garantido, o Grupo de Exércitos Centro lançou em outubro a Operação Tufão na direção a Viazma.
Apesar das objeções de Gerd von Rundstedt, o Grupo de Exércitos Sul foi ordenado a retomar a ofensiva e invadiram quase toda a Crimeia e a Margem esquerda da Ucrânia antes de atingir as fronteiras da região industrial de Donbas. No entanto, depois de quatro meses de operações contínuas as suas forças estavam à beira da exaustão, e sofreram uma grande derrota na Batalha de Rostov. A infantaria do Grupo Exércitos Sul se saíram um pouco melhor mas não conseguiram capturar a vital cidade de Carcóvia antes de quase todos os trabalhadores qualificados de suas fábricas e equipamentos fossem retirados a leste dos Montes Urais.

## Avaliação
Imediatamente após a Segunda Guerra Mundial terminar, proeminentes comandantes alemães argumentaram que as operações em Kiev e a Operação Tufão haviam sido adiadas e começaram em setembro ao invés de outubro, e a Wehrmacht teria chegado e capturado Moscou, antes do início do inverno. Heinz Guderian e Fedor von Bock apoiaram fortemente o argumento que o "desvio" para Kiev teria consequências terríveis se a operação se arrastasse por muito tempo. O inverno estava chegando em algumas semanas, e se Moscou não fosse tomada antes da neve, toda a operação iria literalmente atolar na lama.
No entanto, David Glantz argumentou que a Operação Tufão tinha que ter começada em setembro, mas com teriam encontrado maior resistência devido às forças soviéticas não ter sido enfraquecidas por suas ofensivas a leste de Smolensk. A ofensiva também teria começo com um flanco direito ampliado. Glantz também afirmou que, independentemente da posição final das tropas alemãs quando o inverno chegou, eles teriam ainda que enfrentar uma contra-ofensiva de 10 exércitos de reserva dos soviéticos no final do ano. Se Kiev não havia sido tomada antes da Batalha de Moscou, toda a operação teria terminado em um desastre total para os alemães.

## Outras leituras
- Clark, Alan (1965), Barbarossa, William Morrow and Company
- Erickson, John (1975), The Road to Stalingrad
- Glantz, David M. & House, Jonathan (1995), When Titans Clashed: How the Red Army Stopped Hitler, Lawrence, Kansas: University Press of Kansas, ISBN 0-7006-0899-0
- Mellenthin, F.W. (1956), Panzer Battles, Konecky and Konecky
- Stahel, David (2012), Kiev 1941: Hitler's Battle for Supremacy in the East, Cambridge University Press, ISBN 978-1-107-01459-6